# Arbogakarnevalen
Karnevalen i Arboga startade 1992 och går av stapeln i juni varje år. Temat för karnevalen är "Det mångkulturella Sverige". Arbogakarnevalens syfte är att visa upp det breda kulturutbud som idag representerar det svenska samhället.
Det stora karnevalståget, med omkring 400 deltagare, har ett stort inslag av internationell traditionell karnevalskultur. Det ger dock även plats för svenska inslag. Förutom karnevalståg, tivoli, scenuppträdande och marknad bjuds det på "Kulturell mat", dvs invandrare, boende i Arboga, serverar mat från sina hemländer.